# 海部健三
海部 健三（かいふ けんぞう、1973年 - ）は、日本の生態学者。専門は保全生態学。学位は、博士（農学）（東京大学・2011年）。中央大学法学部教授。

## 略歴
東京都出身。父は天文学者の海部宣男。人類進化学者の海部陽介は兄。東京都立八王子東高等学校卒業後、1浪し1993年に一橋大学社会学部に入学。予備校講師のアルバイトで理系科目を教えたことがきっかけで、生物の教員を志す。2002年に東京水産大学(現・東京海洋大学)に科目等履修生として入学する。その後、科学リテラシー教育に携わろうと決意し、2003年に博士号取得を目指して大学院修士課程に進む。そして、無脊椎動物学の研究室でタコの聴覚の研究を始めた。これまでに複数の論文を執筆。うち1本が学会で受賞するなど、学術界からも評価を得ている。
2007年、東京大学大学院農学生命科学研究科博士課程に進み、東京大学大気海洋研究所に入る。そこでウナギ研究の世界的権威である塚本勝巳教授に誘われ、ウナギの生態研究を始める。2011年に同研究科水圏生物科学専攻博士課程を修了し、同研究科特任助教に就く。東京大学では保全生態学研究室に所属し、日本の保全生態学研究の第一人者である鷲谷いづみ教授のもとで、ウナギの研究を続けた。
2014年より中央大学法学部にて科学論、環境科学、生物学などを教える。2013年にはIUCN（国際自然保護連合）のウナギ属魚類評価に参加。2014年度・2015年度環境省ニホンウナギ保全方策検討委託業務の研究代表者を務めるなど、ウナギの保全と持続的利用のための研究に従事している。また、ウナギに関わる情報共有と合意形成に関わる活動も行っており、「日本ウナギ会議」を設立し、2015年5月に開催された第一回会議では議長を務めた。

### 年譜
- 1992年3月 - 東京都立八王子東高等学校 卒業
- 1998年3月 - 一橋大学社会学部 卒業
- 2005年3月 - 東京水産大学海洋科学技術研究科 環境保全学専攻 修士課程 修了
- 2011年3月 - 東京大学大学院農学生命科学研究科 水圏生物科学専攻 修了
- 2011年4月 - 東京大学大学院農学生命科学研究科 特任助教
- 2014年4月 - 中央大学法学部 助教
- 2016年4月 - 中央大学法学部 准教授
- 2016年?月 - 岡山大学理学部 非常勤講師（兼任、〜2019年）
- 2019年6月 - ロンドン動物学会 Conservation Fellow（兼任）
- 2021年4月 - 中央大学法学部 教授

## 所属学協会
- 日本水産学会
- 日本生態学会
- 国際自然保護連合（IUCN）種の保存委員会 ウナギ属魚類専門家グループ

## 研究
ウナギの保全と持続的利用を目指した保全生態学的研究など。

## 受賞
- 2009年 日本水産学会論文賞
- 2012年 The Joint 2nd Prize for Early Career Poster Award
- 2015年 日本水産学会論文賞

## 著書

### 単著
- 『わたしのウナギ研究』 さ・え・ら書房 海部健三 著（2013）
- 『ウナギの保全生態学』 共立出版 海部健三 著（2016）
- 『結局、ウナギは食べていいのか問題』 岩波書店 海部健三 著（2019）

### 共著
- 『ウナギの博物誌』 化学同人（2012）
- 『うな丼の未来』 青土社（2013）
- 『保全生態学の挑戦』 東京大学出版会（2015）
- 『生態学 基礎から保全』 培風館 (2016）
- 『The Effects of Noise on Aquatic Life Ⅱ』 Springer （2016）